# Khnumhotep II
Khnumhotep II là một nomarch cai quản nome Oryx (nome thứ 16 của Thượng Ai Cập), sống vào thời trị vì của pharaon Amenemhat II và Senusret II thuộc Vương triều thứ 12 trong lịch sử Ai Cập cổ đại. Ngôi mộ của ông nổi tiếng với nhiều bức phù điêu còn tồn tại theo năm tháng.

## Gia quyến
Những thông tin về gia tộc của Khnumhotep II được biết đến từ ngôi mộ mang số hiệu BH3 của ông. Khnumhotep II xuất thân trong một gia đình quý tộc sống tại Menat-Khufu (nay là thành phố Minya, Ai Cập). Cha của Khnumhotep tên là Neheri, lãnh chúa của một vùng đất, và là con trai của Sobekankh. Mẹ của Khnumhotep tên là Baqet (hoặc Bakt), là con gái của Khnumhotep I và vợ cả Zapity. Khnumhotep I là một nomarch cai quản nome Oryx trước đó, và sau đó Khnumhotep II đã kế nhiệm chức vị này của ông ngoại.
Khnumhotep II có 2 bà vợ được biết đến, là Khety và Tjat, đều được phong danh hiệu "Nữ nhân trong gia tộc" (tạm dịch từ "Lady of the House"). Khety là chánh thất của Khnumhotep, là con gái của một nomarch cai quản nome Anubis (nome thứ 17 của Thượng Ai Cập) và phu nhân Thent. Khety nắm giữ một số danh hiệu cao quý như "Con gái của lãnh chúa", "Vợ của lãnh chúa" và còn đảm nhiệm vai trò là nữ tư tế của thần Hathor và Pakhet. Người vợ thứ là Tjat (hoặc Jat), là con của một người phụ nữ tên là Neteru, chỉ được phong danh hiệu khá khiêm tốn như "Người thân của lãnh chúa". Cả hai người vợ xuất hiện nhiều lần trong ngôi mộ của Khnumhotep. Nhiều suy đoán cho rằng, cuộc hôn nhân giữa Khnumhotep và Khety có thể đã được sắp đặt vì mục đích liên minh, và Tjat mới chính là người mà ông ta thật sự yêu quý.
Có tất cả 10 người con được biết đến của Khnumhotep II, và tên mẹ của họ cũng được ghi lại.
- Với Khety:[4]
  - Nakht, con trai trưởng, được gọi là lãnh chúa của nome Anubis, có lẽ tập phong từ ông ngoại.
  - Khnumhotep III, cũng được gọi là con trai trưởng (có thể là em sinh đôi với Nakht), tể tướng dưới thời vua Senusret II.
  - Nehera A, đặt theo tên của ông nội.
  - Neternekht, con trai.
  - Baqet, đặt theo tên của bà nội, danh hiệu "Tư tế của Hathor, Phu nhân Arit".
  - Thent, đặt theo tên của bà ngoại, danh hiệu "Tư tế của Pakhet, Phu nhân của vùng Thung lũng".
  - Meres, danh hiệu "Tư tế của Hathor, Phu nhân Arit".
- Với Tjat:[4]
  - Nehera B, đặt theo tên của ông nội.
  - Khnumhotep IV, kế vị cha làm nomarch của nome Oryx. Ngôi mộ của ông là BH4 chưa được hoàn thành.
  - Zapity, đặt theo tên của bà cố.

Lúc sinh thời, Khnumhotep được phong khá nhiều danh hiệu cao quý, nổi bật như là "Đốc công của vùng Sa mạc Phía đông", "Người thân quen của vương thất"... và kiêm nhiếp những chức vụ của một tư tế.

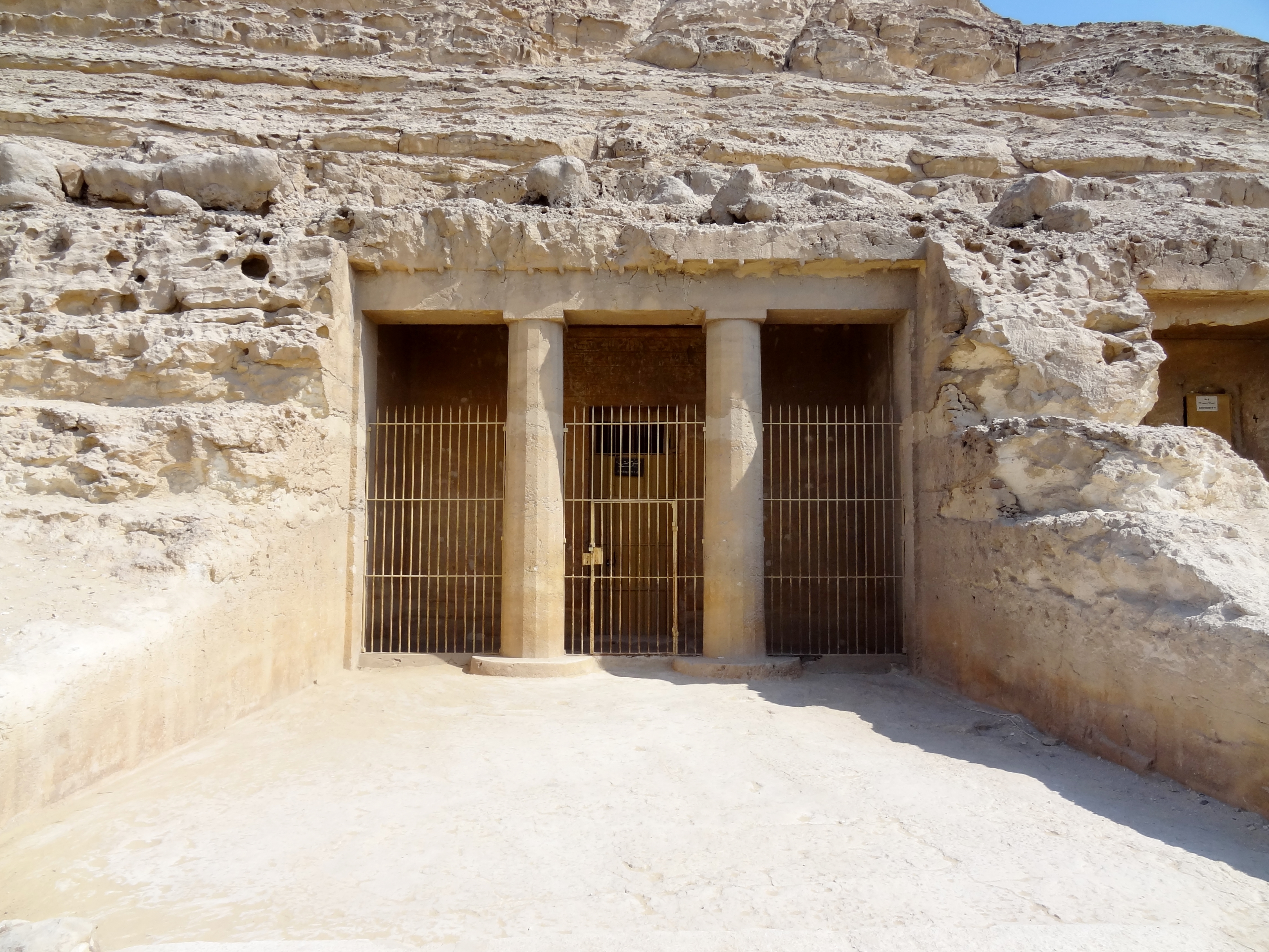
Lối vào ngôi mộ BH3

## Ngôi mộ
Ngôi mộ của Khnumhotep II nằm tại Beni Hasan, mang số hiệu BH3. Hai bên đường vào ngôi mộ là những tảng đá màu nâu sẫm; con đường mở rộng từ dốc đồi xuống mặt đất. Phía trước lối vào ngôi mộ là hai cột đá dựng đứng và một khoảng sảnh nhỏ; sảnh được bao quanh bởi tường bằng gạch bùn.

## Hình ảnh
Một vài bức phù điêu trong ngôi mộ BH3 của Khnumhotep II:

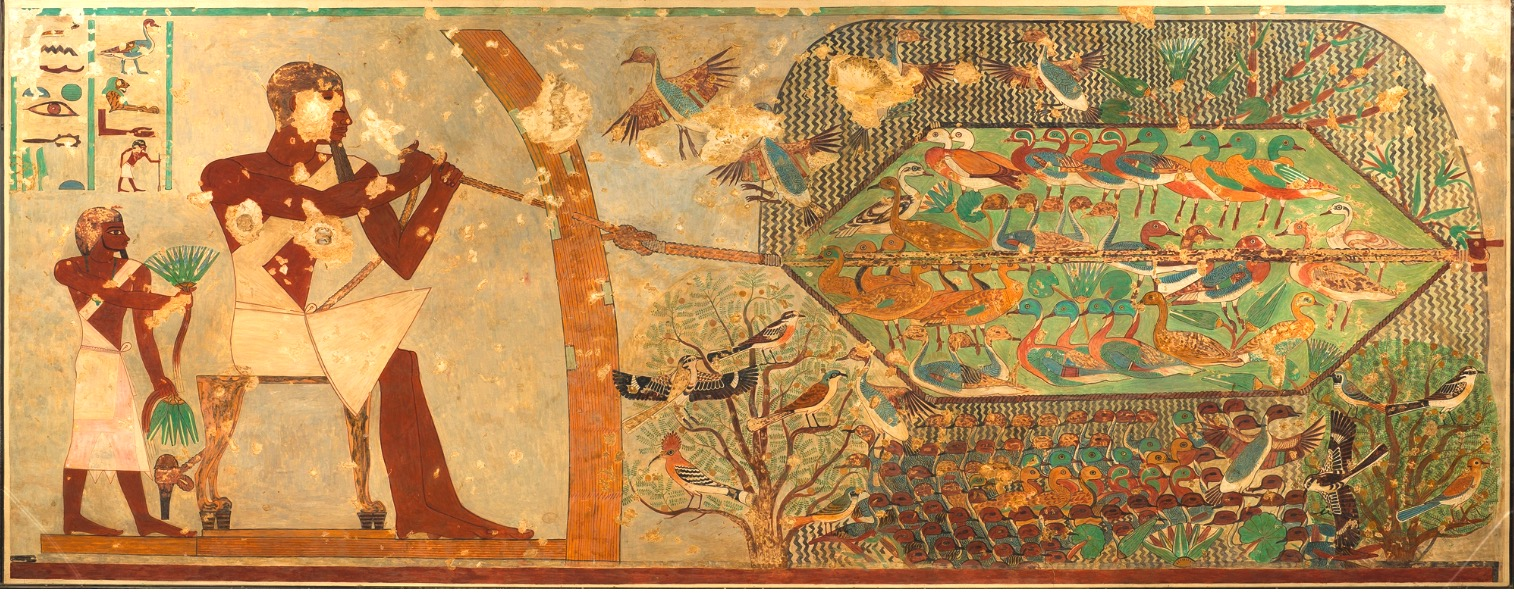
Bẫy chim bằng lưới.
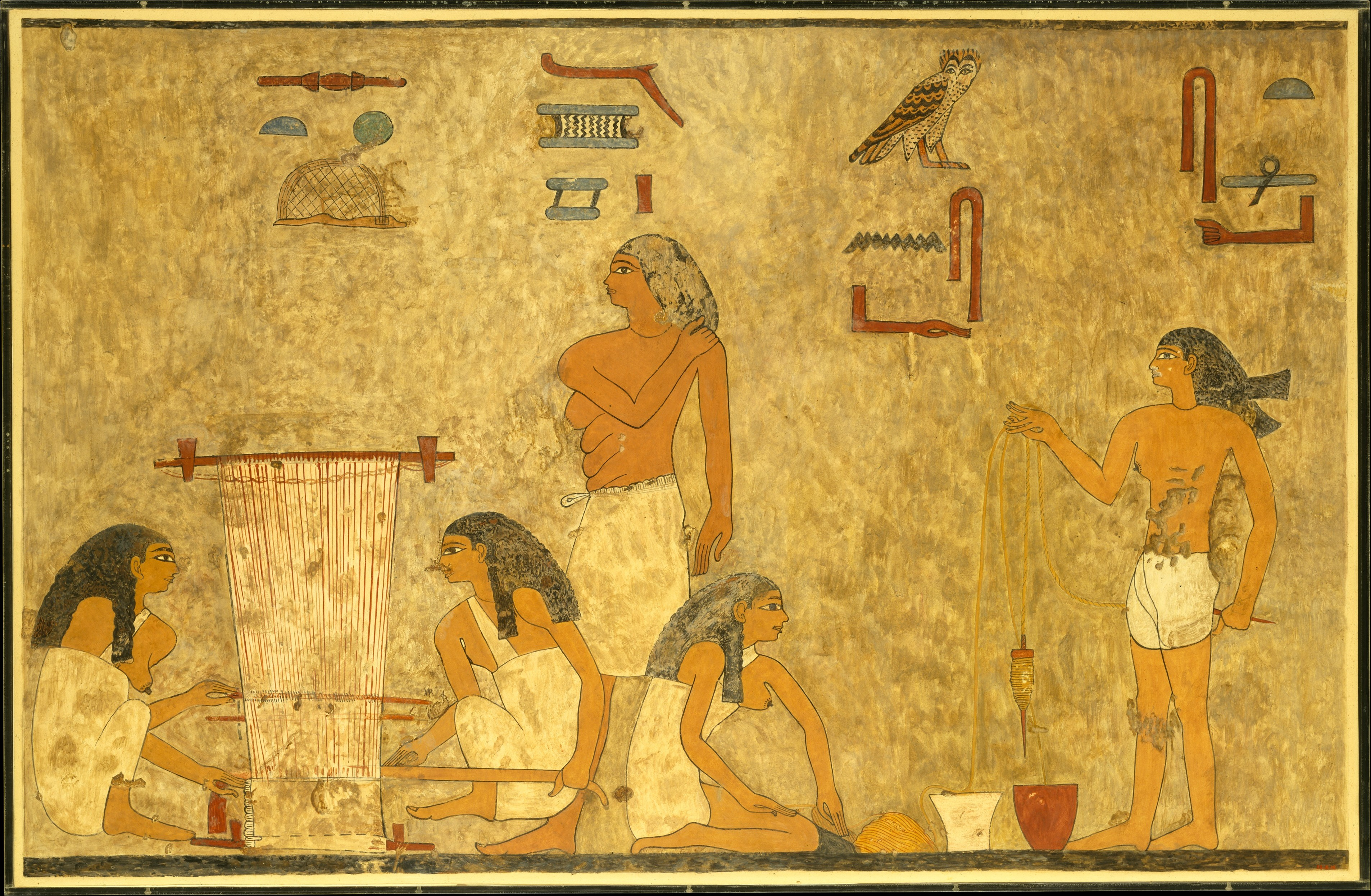
Thợ dệt đang làm việc (bản vẽ lại).
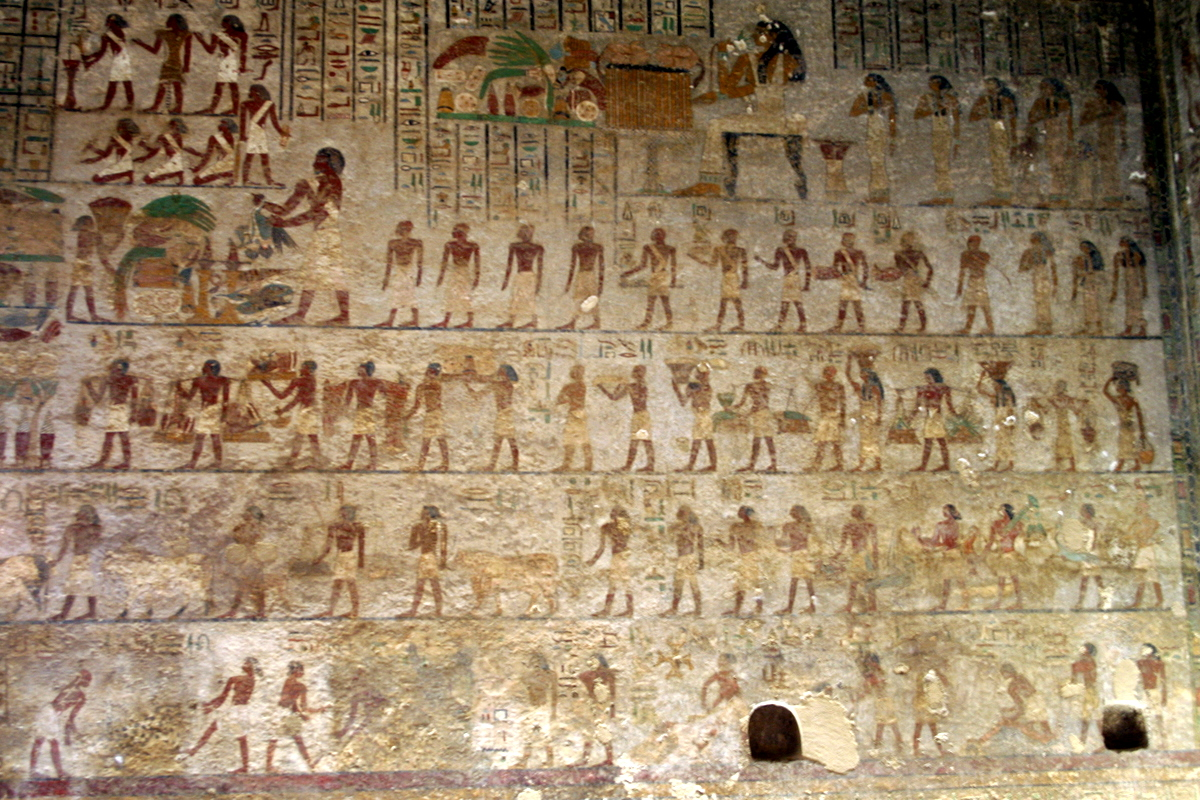
Phù điêu của Khety, vợ cả của Khnumhotep, người ngồi ở góc giữa trên.